# Oriša
Oriša je duch nebo božstvo, které představuje jednu z manifestací Olodumareho (Boha) v jorubské duchovní a náboženské tradici (Olodumare je také znám pod mnoha jinými jmény jako Olorun, Eledumare, Eleda a Olofin-Orun). Víra v oriše si našla svou cestu napříč světem a v současnosti se objevuje v mnoha podobách a v různých náboženských systémech. Nejznámější tradicí, kde se orišové objevují, je kubánská santería a haitské vúdú. Kromě toho je víra v oriše zahrnuta i v tradicích candomblé, shango na Trinidadu, anago, oyotunji, stejně jako v aspektech umbandy, winti, obeah a afrického vodunu a mnoha dalších.
Co se týká geografického rozšíření, je tato duchovní tradice vyznávána napříč oblastmi Nigérie, Beninu, Toga, Brazílie, Venezuely, Guyany, Surinamu, Trinidadu a Tobaga, Kuby, Dominikánské republiky, Haiti, Jamajky, Portorika a USA.
Díky rozšiřování povědomí o afrických náboženstvích a duchovních systémech lze nalézt komunity a vyznavače duchovní tradice zahrnující víru v oriše v částech Evropy a Asie. Odhadem může na celém světě existovat více než 100 milionů vyznavačů této tradice.